# ナイトハルトゴムばね

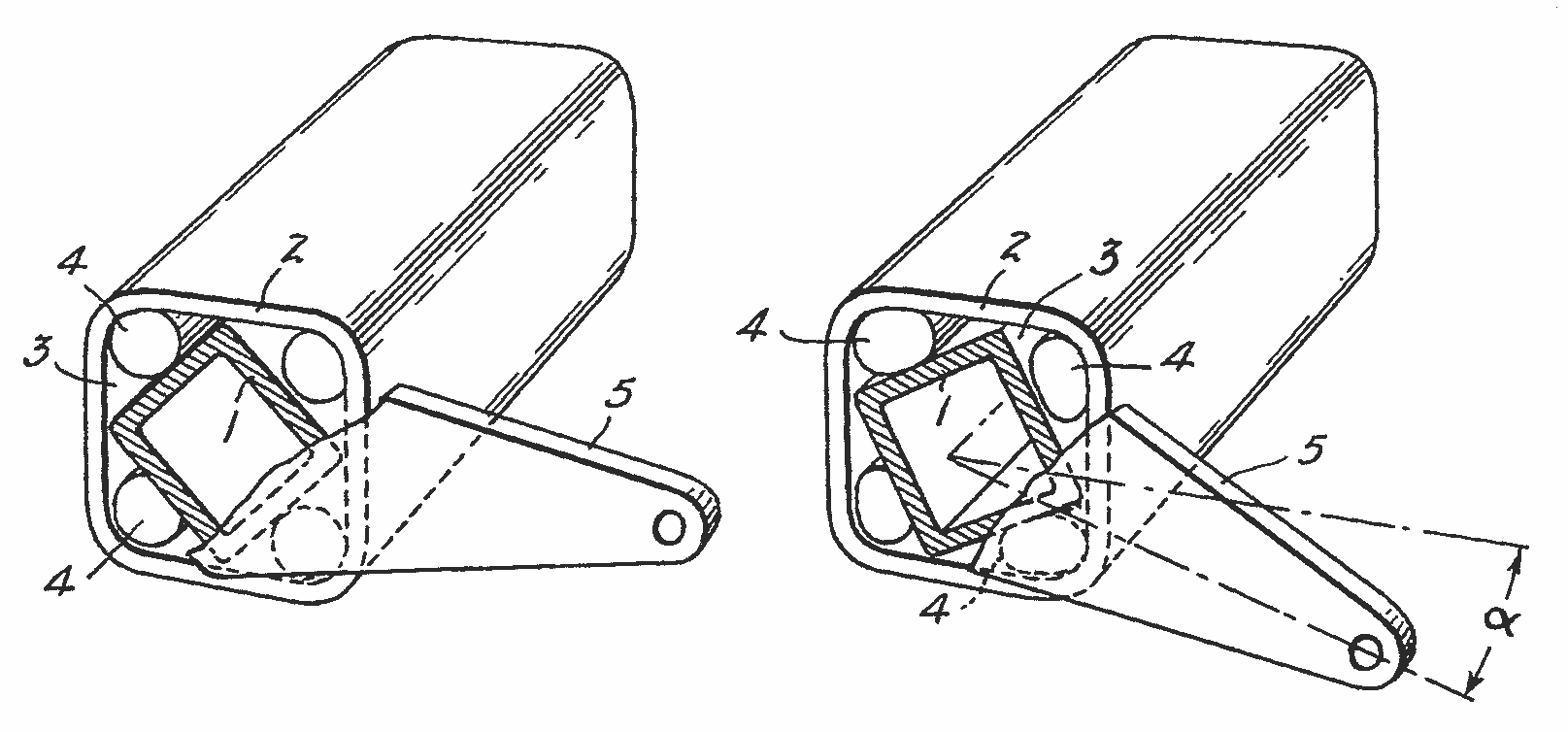
ねじりばねタイプの構成例。左が通常時、右がねじられた状態。4番のゴムが圧縮され、ばねとして作用する。

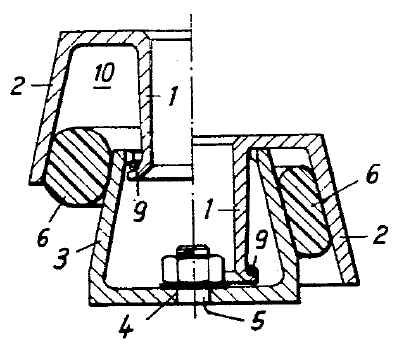
圧縮ばねタイプの構成例。左が通常時、右が圧縮時。垂直方向の荷重により、6番のゴムが圧縮される。

ナイトハルトゴムばねとは、スイス人のナイトハルト (Hermann J Neidhart) が発明したゴムばね。1947年に4か国で特許が取得され、日本には1952年にナイトハルトの息子 (E.J.Neidhart) によって伝えられたとされる。ねじり運動をするタイプ、直線運動をするタイプがある。

## 概要
色々な構成があるが、一般的なゴムばねは防振ゴムと金属製金具を加硫接着したものが多いのに対し、ナイトハルトゴムばねは、いずれもゴムと金具を加硫接着することなく、円筒形あるいは円環形ゴムを金具で挟みゴムを転がしながら圧縮してばね作用を行うという特徴がある。接着型ゴムばねに比較して、ゴムのせん断歪率によりストロークを制限されることがないため大きなストロークが可能となる。一般的にばね特性は非線形となり、ストロークに比例してばね定数が高くなる。また、ヒステリシスを有するが、接型ゴムばねの場合はゴムの内部減衰のみによりヒステリシスを生じるのに対し、ナイトハルトゴムばねはゴムと金具の摩擦によるヒステリシスが追加される。

## 用途
- 自動車用での使用例；マツダ・R360クーペのサスペンション（いずれもねじりばねタイプ）
- 鉄道車両での使用例；国鉄TR908台車、TR908A台車等の制御付き振り子台車、JR四国2000型台車、相模鉄道8000型台車など、鉄道での使用例の場合「ロールゴム」と呼ばれている。